# Copelatus simoni
Copelatus simoni är en skalbaggsart som beskrevs av Régimbart 1889. Copelatus simoni ingår i släktet Copelatus och familjen dykare. Inga underarter finns listade i Catalogue of Life.